# Jessie Da Costa
Jessie Da Costa (Mont-Saint-Martin, 23 gennaio 1997) è un karateka francese.

## Biografia
Anche il fratello maggiore Logan Da Costa e il gemello Steven Da Costa sono karateka di caratura internazionale.

## Palmarès
| Anno | Manifestazione          | Sede        | Evento           | Risultato | Note |
| ---- | ----------------------- | ----------- | ---------------- | --------- | ---- |
| 2016 | Europei                 | Montpellier | Kumite a squadre | Oro       |      |
| 2016 | Mondiali                | Linz        | Kumite a squadre | Bronzo    |      |
| 2017 | Europei                 | İzmit       | Kumite a squadre | Argento   |      |
| 2018 | Giochi del Mediterraneo | Tarragona   | Kumite 84 kg     | Argento   |      |
| 2021 | Mondiali                | Dubai       | Kumite 84 kg     | Bronzo    |      |